# Primeiro-ministro do Líbano
O Primeiro-ministro do Líbano, oficialmente Presidente do Conselho de Ministros, é o chefe de governo e o chefe do Conselho de Ministros da República Libanesa. O primeiro-ministro é nomeado (e demitido) pelo Presidente do Líbano, sem necessidade de confirmação do Parlamento do Líbano. Por convenção, ele é sempre um muçulmano sunita.

## História
O cargo foi criado em 23 de maio de 1926, quando a constituição do estado do Grande Líbano foi promulgada. No verão de 1943, quando o Pacto Nacional foi acordado, decidiu-se que o gabinete do primeiro-ministro seria sempre reservado a um muçulmano sunita. Desde a criação do cargo em 1926 até o fim da Guerra Civil Libanesa, a constituição fez pouca menção aos poderes e deveres do cargo, e a maior parte dos poderes do cargo foi exercida por meios informais e não por procedimentos constitucionais. Após o fim da Guerra Civil e a ratificação do Acordo de Taif, as responsabilidades do Pprimeiro-ministro foram codificadas e claramente listadas na Constituição.

### Diferenças com a constituição francesa
Embora a Constituição do Grande Líbano de 1926 tenha sido modelada de acordo com a Constituição francesa (o Grande Líbano está sob mandato francês), o cargo de primeiro-ministro no Líbano é significativamente mais fraco no Líbano do que na França, pois o Presidente é a única pessoa que pode demiti-lo (à vontade), enquanto na França o primeiro-ministro é nomeado pelo presidente, e só pode ser removido pelo Parlamento através de um voto de confiança. Isso significa que o primeiro-ministro do Líbano deve ser muito mais respeitoso com o presidente do que seu colega francês.

### Irregularidades
Duas vezes no passado, quando o presidente renunciou ou pouco antes de seu mandato expirar, o presidente rompeu o Pacto Nacional e nomeou um cristão maronita com a justificativa de que ele assumiria os poderes da presidência.
Durante a Guerra Civil Libanesa, o Presidente cessante Amine Gemayel demitiu o primeiro-ministro Selim Hoss e nomeou o General-de-Exército Michel Aoun como Pprimeiro-ministro 15 minutos antes do término de seu mandato. Hoss recusou sua demissão e isso levou à criação de um governo duplo; um, principalmente civis e muçulmanos no oeste de Beirute, e o outro, principalmente militares e cristãos no leste de Beirute.

## Responsabilidades e poderes
O Primeiro-ministro é o Presidente do Conselho de Ministros e o chefe de governo. Além disso, ele é o vice-presidente do Conselho Supremo de Defesa.
Suas responsabilidades são as seguintes  :
- Assumir as negociações para a formação do governo com o parlamento.
- Contra-assinar todos os decretos assinados pelo Presidente, exceto para aquele que o nomeou ou considerando que o governo renunciou.
- Apresentar o programa do Conselho de Ministros à Câmara dos Deputados.
- Ele preside as reuniões do Conselho de Ministros, exceto quando o Presidente comparece, caso em que ele as preside.
- No caso de uma vaga na Presidência por qualquer motivo, ele assume os poderes e responsabilidades do presidente no sentido estrito de "conduzir o negócio".